# Inachos
Inachos (in greco Ίναχος?) è un ex comune della Grecia nella periferia della Grecia Occidentale (unità periferica dell'Etolia-Acarnania) con 6.169 abitanti secondo i dati del censimento 2001.
È stato soppresso a seguito della riforma amministrativa, detta Programma Callicrate, in vigore dal gennaio 2011 ed è ora compreso nel comune di Amfilochia.

## Località
Inachos è suddiviso nelle seguenti località (i nomi dei villaggi tra parentesi):
- Chalkiopoulo (Neo Chalkiopoulo, Agioi Theodoroi, Agios Vlasios, Agios Minas, Agrapidokampos, Xomeri, *Prosilia, Chalkiopouloi)
- Agridi (Neo Agridi, Dromitsa, Kaminos)
- Alevrada (Alevrada, Kremasta Sykias, Pistiana)
- Amorgianoi (Amorgianoi, Malateika, Prantiko, Chamoriki)
- Vrouviana (Vrouviana, Avlaki)
- Giannopouloi (Paliampela, Giannopouloi)
- Empesos (Empesos, Grammatsouli, Skatzokampos, Sykea, Ftelia)
- Malesiada (Nea Malesiada, Ano Kampos, Maraneli)
- Bampali
- Patiopoulo (Patiopoulo, Thyamos, Petsalia, Fragkou)
- Perdikaki (Perdikaki, Pigadia)
- Petrona (Petrona, Varko Kyprio, Ypapanti)
- Podogora
- Stathas (Stathas, Pavliada, Potamia)
- Triklino (Triklino, Ampeli)